# Miguel Ángel Prendes
Miguel Ángel Prendes Pérez (Candás, 28 de junio de 2001), más conocido como Mángel, es un futbolista español que juega como centrocampista en el Gimnàstic de Tarragona de la Primera Federación.

## Trayectoria
Nacido en Candás, parroquia del concejo de Carreño, empezó su carrera futbolística en el C. D. Roces de Gijón antes de unirse a la cantera del Deportivo de La Coruña en julio de 2018. Debutó con el filial deportivista el 5 de enero de 2020 al entrar como suplente en los últimos minutos en un empate por 0-0 frente al Arosa S. C. en Tercera División.
El 1 de julio de 2020, tras finalizar su formación juvenil, ascendió definitivamente al Fabril. El 1 de agosto de 2021, tras no contar con muchos minutos, firmó por el Real Oviedo para jugar también en su filial en la nueva Tercera División RFEF.
Logró debutar con el primer equipo el 10 de enero de 2022 al entrar como suplente en la segunda mitad de Marco Sangalli en un empate por 1-1 frente a la S. D. Eibar en la Segunda División. La siguiente temporada dio el salto definitivo al primer equipo y disputó un total de quince encuentros.
En julio de 2023 fue cedido a la S. D. Ponferradina para competir en la Primera Federación. En esta categoría siguió jugando la temporada siguiente, una vez finalizó su etapa en el Real Oviedo, tras fichar por el C. D. Arenteiro. Con ellos disputó 34 partidos y en julio de 2025 se unió al Gimnàstic de Tarragona.

## Clubes
Actualizado al último partido disputado en mayo de 2025.
| Club                        | País   | Año       | Partidos | Goles |
| --------------------------- | ------ | --------- | -------- | ----- |
| Deportivo Fabril            | España | 2020-2021 | 7        | 0     |
| Real Oviedo Vetusta         | España | 2021-2022 | 42       | 3     |
| Real Oviedo                 | España | 2022-2024 | 18       | 0     |
| S. D. Ponferradina (cedido) | España | 2023-2024 | 8        | 0     |
| C. D. Arenteiro             | España | 2024-2025 | 34       | 1     |
| Gimnàstic de Tarragona      | España | 2025-     |          |       |